# Sagan om häxkarlen

Sagan om häxkarlen (på polska: Wiedźmin) även känd som Witcher är en serie fantasynoveller (samlade i två böcker) och sju romaner skrivna av den polske författaren Andrzej Sapkowski. På dessa böcker, som handlar om häxkarlen Geralt från Rivia, baseras en polsk film och tv-serie, tre datorspel (The Witcher, The Witcher 2: Assassins of Kings och The Witcher 3: Wild Hunt), samt Netflix TV-serie The Witcher. Sedan 2021 finns alla böcker i serien översatta till svenska.

## Handling
Häxkarlen Geralt från Rivia försöker hitta sin plats i en fiktiv medeltida värld, Kontinenten, där alver, häxor, gnomer och monster gradvis trängs undan av människan. Häxkarlar är kringvandrande monsterjägare som hyr ut sina tjänster. 
Den huvudsakliga berättelsen handlar om relationen mellan Geralt, Yennefer och Ciri. 

### Inspiration
Andrzej Sapkowski har i sina böcker skapat en fantasyvärld baserad på det medeltida centraleuropa. Klassiska fantasyvarelser blandas med många väsen hämtade från huvudsakligen slavisk mytologi (exempelvis kikimora, lesjy och strzyga) men också från andra håll (exempelvis djinn). Kontinentens krig och konflikter hämtar inspiration från både centraleuropas och Polens historia. 
Häxkarl (wiedźmin) är ett polskt ord konstruerat av Sapkowski och syftar på den manliga formen av ordet häxa (wiedźma).

## Böcker
|    | Polsk titel         | Svensk titel         | Utgiven på polska | Utgiven på svenska | Förlag                          | Översatt av         |
| -- | ------------------- | -------------------- | ----------------- | ------------------ | ------------------------------- | ------------------- |
| 1. | Ostatnie życzenie   | Den sista önskningen | 1993              | 2010               | Coltso                          | Tomas Håkanson      |
| 2. | Miecz przeznaczenia | Ödets svärd          | 1992              | 2011               | Coltso                          | Tomas Håkanson      |
| 3. | Krew elfów          | Alvblod              | 1994              | 2020               | Bonnierförlagens imprint Gondol | David Szybek        |
| 4. | Czas pogardy        | Föraktets tid        | 1995              | 2020               | Bonnierförlagens imprint Gondol | Tomas Håkanson      |
| 5. | Chrzest ognia       | Elddopet             | 1996              | 2021               | Bonnierförlagens imprint Gondol | Lisa Mendoza Åsberg |
| 6. | Wieża Jaskółki      | Svalans torn         | 1997              | 2021               | Bonnierförlagens imprint Gondol | David Szybek        |
| 7. | Pani Jeziora        | Damen i sjön         | 1999              | 2021               | Bonnierförlagens imprint Gondol | Irena Grönberg      |
| 8. | Sezon burz          | Ovädrens tid         | 2013              | 2021               | Bonnierförlagens imprint Gondol | Tomas Håkanson      |
| 9. | Rozdroże kruków     |                      | 2024              | Inte ännu utgiven  |                                 |                     |

## Adaptioner
I Netflix TV-serie The Witcher (2019) följer tittarna Geralt av Rivia (spelad av Henry Cavill), en ensam monsterjägare, vars öde är länkat till häxan Yennefer av Vengerberg (spelad av Anya Chalotra) och den unga prinsessan Cirilla, kallad Ciri (spelad av Freya Allan). Den första säsongen baseras på Den sista önskningen och Ödets svärd, en samling noveller som föregår sagan om sammanlagt omfattar sex böcker. 
Andrzej Sapkowski skapade ett konstgjort alvspråk, det gamla språket, för Sagan om häxkarlen. Han utgick från walesiska, iriska och skotsk gaeliska men använde även inslag av latin och engelska. För TV-serien behövdes talad alviska och då byggde språkskaparen David J. Peterson ut det alvspråk som finns i böckerna till det som talas i TV-serien.